# Pucioasa
Pucioasa este un oraș în județul Dâmbovița, Muntenia, România, format din localitățile componente Bela, Diaconești, Glodeni, Malurile, Miculești, Pucioasa (reședința) și Pucioasa-Sat. În trecut, localitatea purta numele Podurile, însă odată cu dezvoltarea băilor și-a însușit numele Pucioasa.
Are o populație de 14.254 locuitori (2011), iar economia orașului se bazează în proporție covârșitoare pe turism, dar și pe comerț, transport și exploatarea ghipsului din cariera de ghips.
Pucioasa este așezată pe cursul mijlociu al văii Ialomiței, la 20 km de Târgoviște, în zona dealurilor subcarpatice, a căror înălțime depășesc cu puțin 600 m și sunt situate la 395 de metri deasupra nivelului mării. Orașul este situat în zona colinar centrală a județului Dâmbovița, la 81 km față de limita sudică și la 42 km față de limita nordică.
Se află la o distanță aproximativ egală față de București și de Brașov, la 100 km de fiecare. Se întinde pe o distanță de 8,750 km de-a lungul Văii Ialomiței între Miculești și Zărăfoaia și pe o lățime de 7,375 km între Pucioasa-Sat și Maluri, având o suprafață totală de 4239 hectare, din care 714,4 hectare de teren intravilan și 3545 hectare extravilan 
Se învecinează la nord cu comuna Moțăieni, orașul Fieni (satul Berevoești) și comuna Bezdead, satul (Măgura), la sud cu comuna Brănești, satul Lăculețe, la est cu comunele Vârfuri, Valea Lungă și Glodeni, iar la vest cu Vulcana Băi.

## Geografie

### Relief

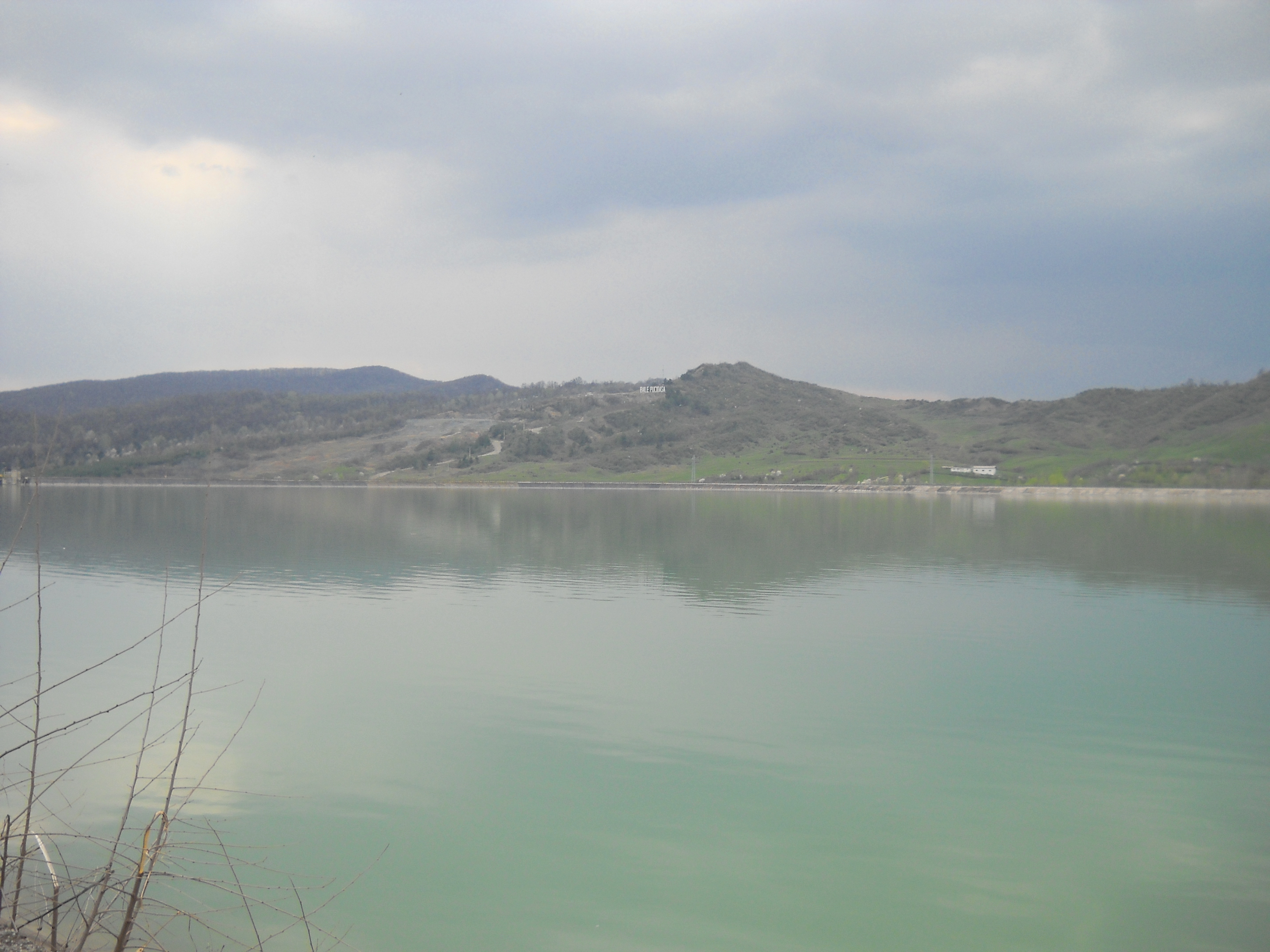
Lacul Pucioasa

Râul Ialomița a format de-a lungul timpului trei terase, dispuse pe direcția nord-sud denumite în popor „poduri”. Terasa care a devenit cea mai populată vatră a așezărilor umane este cea centrală. Terasa de jos a rămas o bază agrement, de exploatare a pietrei, a apei și a cultivării pământului denumită și Lunca Ialomiței. Terasa situată la cea mai mare înălțime față de cursul apei este populată, în trecut fiind o zonă cu arbori, pomi fructiferi și fâneață.
Pe terasa centrală, cunoscută cu toponimul Podurile de Sus și de Jos, sunt amplasate zonele locuite, fabricile, atelierele, magazinele, școlile, bisericile, instituțiile publice. Lungimea terasei centrale este de 4 km, iar lățimea între 300 și 700 de metri și ține de la locul unde Ialomița este traversată de calea ferată, până la confluența râului Bezdedel cu Ialomița.
Dealurile subcarpatice ale zonei sunt Stârmina, Beja cu vârful Zăpodie, Brezeanca, Mușa, Pătrana, Băloiu, Curpeniș (620 metri), Cornetu pe partea stângă a Ialomiței și a Bezdedelului, iar Spătărelu-Mitropolie și Măldăreanca pe partea dreaptă, au înălțimi variind între 500 și 700 de metri.
În primăvara anului 1940 s-au produs alunecări masive de teren, ca urmare a exploatării gipsului pe versantul dealului Spătărelu. Alunecările de teren s-au intensificat în anii ploioși 1970 și 1975, din cauza extinderii carierei de gips în valea izvoarelor cu pucioasă, ca urmare a cererilor tot mai mari de gips din partea fabricii de la Fieni. Alunecările au afectat vegetația de arbori, au provocat degradări ale reliefului și peisajului orașului. În 1975 a fost construit un baraj cu scopul de a ocroti zona agricolă prin mărginirea și dirijarea organizată a apelor Ialomiței.

### Orașe apropiate
|                  | Fieni - 7 km. Sinaia - 35 km. Brașov - 90 km. |                                        |
| Pitești - 90 km. |                                               |                                        |
|                  | Târgoviște - 18 km.                           | Ploiești - 70 km., București - 100 km. |

## Istoric
Localitatea s-a format în jurul anului 1760 prin contopirea așezărilor Șerbănești (atestată documentar la 26 septembrie 1538) cu Podurile de Jos și Podurile de Sus (menționate documentar în 1461) și cu satul Zărăfoaia.
Prima atestare documentară a orașului datează încă din 20 septembrie 1649, apărând ca "Piatra Pucioasa". Mai apare în documente în anii 1759 și 1790 (o hartă austriacă).

Prima atestare documentară a orașului Pucioasa, octombrie 1759
Prima atestare documentară a vechii așezări Șerbănești, 1538
Prima atestare documentară, Glodeni, 1595
Hartă rusească din 1835 a zonei Pucioasa
Hartă austriacă din 1790 a zonei Pucioasa

În 1791 localitatea figura pe o hartă austriacă, iar în 1835 pe una rusească. După anul 1828, când izvoarele sulfuroase au fost descoperite de un medic militar rus ajuns aici în timpul ocupației țariste a Țării Românești, Pucioasa s-a dezvoltat ca stațiune balneoclimaterică, luând denumirea de Pucioasa, datorită apelor minerale sulfuroase concentrate de aici, numite popular pucioasă. Procesul de amenajare a băilor de la Pucioasa a continuat în 1873 cu participarea la Expoziția de la Viena, prilej cu care apele au fost analizate de către specialiști austrieci; începând cu 1875, Consiliul Județean a cumpărat un teren pentru amenajarea unor spații publice și patru ani mai târziu l-a însărcinat pe arhitectul Kertsch din Galați să construiască stabilimentul. Înainte ca acesta să fie construit, turiștii închiriau locuințe de la localnici și li se aducea apă pentru baie în butoaie la locuințele închiriate.
La sfârșitul secolului al XIX-lea, Pucioasa era o stațiune balneară parte a satului Șerbănești, aflat în comuna Șerbănești-Podurile, reședința plaiului Ialomița-Dâmbovița, județul Dâmbovița. Comuna Șerbănești-Podurile fusese recent formată, în 1886, prin unirea comunelor Șerbănești și Podurile; comuna Șerbănești avea în compunere satele Șerbănești, Miculești și Diconești, cu 2000 de locuitori. Aici funcționau două biserici și o școală mixtă. Comuna Podurile a venit cu satele Podurile de Sus, Podurile de Jos, Malurile și Pucioasa, cu 2300 de locuitori. Ea avea două biserici, șase mori de apă, 3 școli mixte și instituțiile de administrare a plaiului. Pe teritoriul actual al orașului mai funcționa pe atunci în același plai și comuna Bela, cu satele Bela, Nistorești și Broștenii Noi având în total 1100 de locuitori. Și aici existau o moară de apă, o biserică și o școală.
La începutul secolului al XIX-lea, datorită finalizării băilor de la Pucioasa, comuna Șerbănești-Podurile a luat numele de Pucioasa, iar comuna Bela a fost desființată și inclusă în aceasta. Astfel, Anuarul Socec din 1925 consemnează comuna Pucioasa cu 5201 locuitori, reședință a plășii Pucioasa a județului Dâmbovița și având în compunere satele: Bela, Diaconești, Glodeni, Malurile, Podurile de Jos, Podurile de Sus (reședința), Pucioasa și Șerbănești.
În 1938, Enciclopedia României consemnează Pucioasa drept comună urbană (oraș), cu 5779 de locuitori.
În 1950, orașul a devenit reședința raionului Pucioasa din regiunea Prahova, dar în 1962 a pierdut acest statut, raionul fiind inclus în întregime în raionul Târgoviște al regiunii Ploiești. În 1968, satele Podurile de Jos, Scarlenta și Șerbănești au fost desființate și incluse în orașul propriu-zis; tot atunci, regiunile au fost desființate iar Pucioasa a redevenit oraș al județului Dâmbovița.

## Demografie
Componența etnică a orașului Pucioasa
     Români (89,82%)
     Alte etnii (0,45%)
     Necunoscută (9,74%)
Componența confesională a orașului Pucioasa
     Ortodocși (87,17%)
     Alte religii (2,46%)
     Necunoscută (10,38%)
Conform recensământului efectuat în 2021, populația orașului Pucioasa se ridică la 12.953 de locuitori, în scădere față de recensământul anterior din 2011, când fuseseră înregistrați 14.254 de locuitori. Majoritatea locuitorilor sunt români (89,82%), iar pentru 9,74% nu se cunoaște apartenența etnică. Din punct de vedere confesional, majoritatea locuitorilor sunt ortodocși (87,17%), iar pentru 10,38% nu se cunoaște apartenența confesională.
|  | Graficele sunt indisponibile din cauza unor probleme tehnice. Mai multe informații se găsesc la Phabricator și la wiki-ul MediaWiki. |

Date: Recensăminte sau birourile de statistică - grafică realizată de Wikipedia

## Politică și administrație
Orașul Pucioasa este administrat de un primar și un consiliu local compus din 17 consilieri. Primarul, Constantin-Emilian Ana[*], de la Partidul Social Democrat, este în funcție din 2016. Începând cu alegerile locale din 2024, consiliul local are următoarea componență pe partide politice:
|  | Partid                          | Consilieri | Componența Consiliului | Componența Consiliului | Componența Consiliului | Componența Consiliului | Componența Consiliului | Componența Consiliului | Componența Consiliului | Componența Consiliului | Componența Consiliului | Componența Consiliului | Componența Consiliului | Componența Consiliului | Componența Consiliului |
|  | ------------------------------- | ---------- | ---------------------- | ---------------------- | ---------------------- | ---------------------- | ---------------------- | ---------------------- | ---------------------- | ---------------------- | ---------------------- | ---------------------- | ---------------------- | ---------------------- | ---------------------- |
|  | Partidul Social Democrat        | 13         |                        |                        |                        |                        |                        |                        |                        |                        |                        |                        |                        |                        |                        |
|  | Partidul Național Liberal       | 2          |                        |                        |                        |                        |                        |                        |                        |                        |                        |                        |                        |                        |                        |
|  | Alianța pentru Unirea Românilor | 2          |                        |                        |                        |                        |                        |                        |                        |                        |                        |                        |                        |                        |                        |

## Activități economice

Port popular, Pucioasa, anii 1920

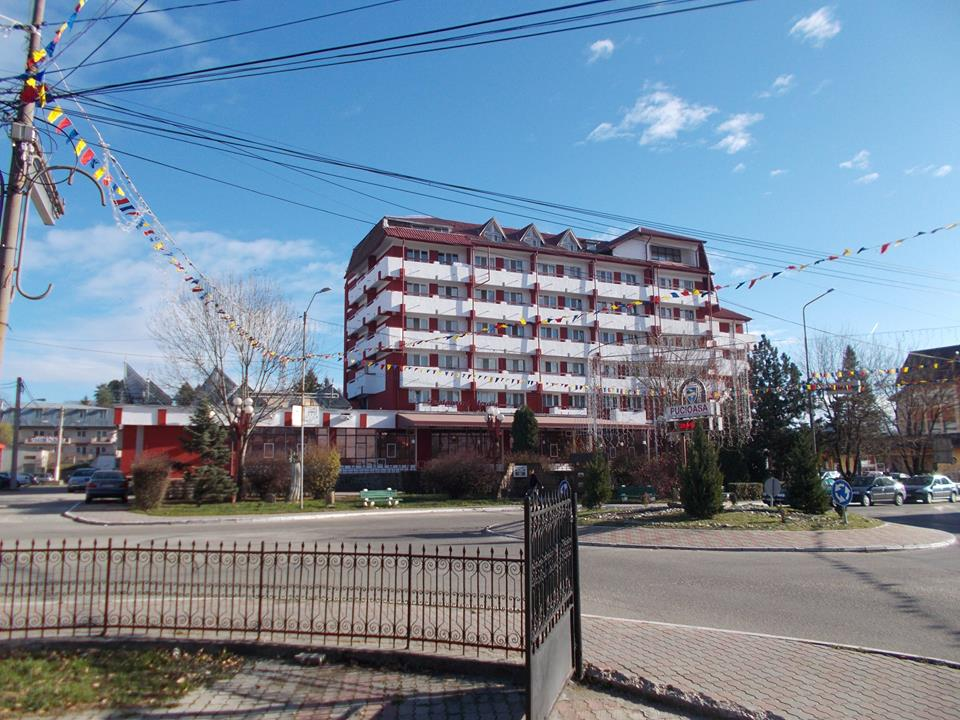
Hotel Ceres Pucioasa

Ramura economică principală este turismul balnear, orașul având statut de stațiune balneo-climaterică. Principalele hoteluri sunt „Ceres”, „CARP” și „Turist”, toate trei fiind construite înainte de 1989, plus câteva pensiuni apărute ulterior.
Este dezvoltată și industria textilă. Cariera de ghips de pe dealul din Pucioasa este exploatată de o firmă din orașul Fieni.

## Stațiune balneoclimaterică
În orașul Pucioasa au fost descoperite izvoare de ape sulfuroase, care au fost exploatate încă din sec. XIX. 

Prin H.G. nr. 510/1999 localitatea a primit statut de stațiune turistică de interes național, fiind o stațiune balneoclimaterică de tip integrat, care dispune de echipamente specifice de interes zonal și național. 

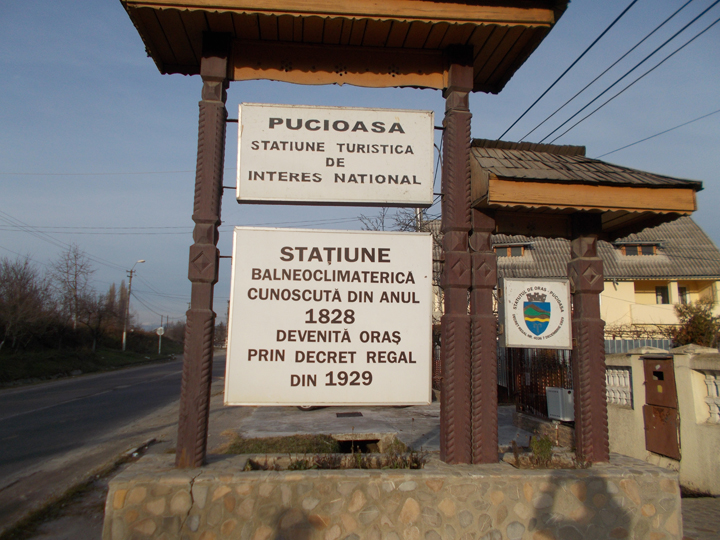
intrarea, dinspre Târgoviște, în Pucioasa

Datorită unor factori de cură unici, ca apele sulfuroase care au cea mai mare concentrație din țară, stațiunea și-a dezvoltat profilul în domeniul curei externe în afecțiuni reumatismale, inflamatorii, degenerative, abarticulare, sechele postraumatice ale mâinilor și picioarelor etc.

Băile din stațiunea Pucioasa mai sunt recomandate și împotriva altor boli:
- afecțiuni neurologie periferică
- afecțiuni ale sistemului nervos central
- afecțiuni ginecologice
- afecțiuni ale aparatului respirator
- afecțiuni ORL.

## Obiective turistice
- Biblioteca Orășenească „Gheorghe N. Costescu”, o capodoperă[judecată de valoare] arhitecturală din secolul XIX, amplasată central chiar în imediata vecinătate a Primăriei orașului Pucioasa

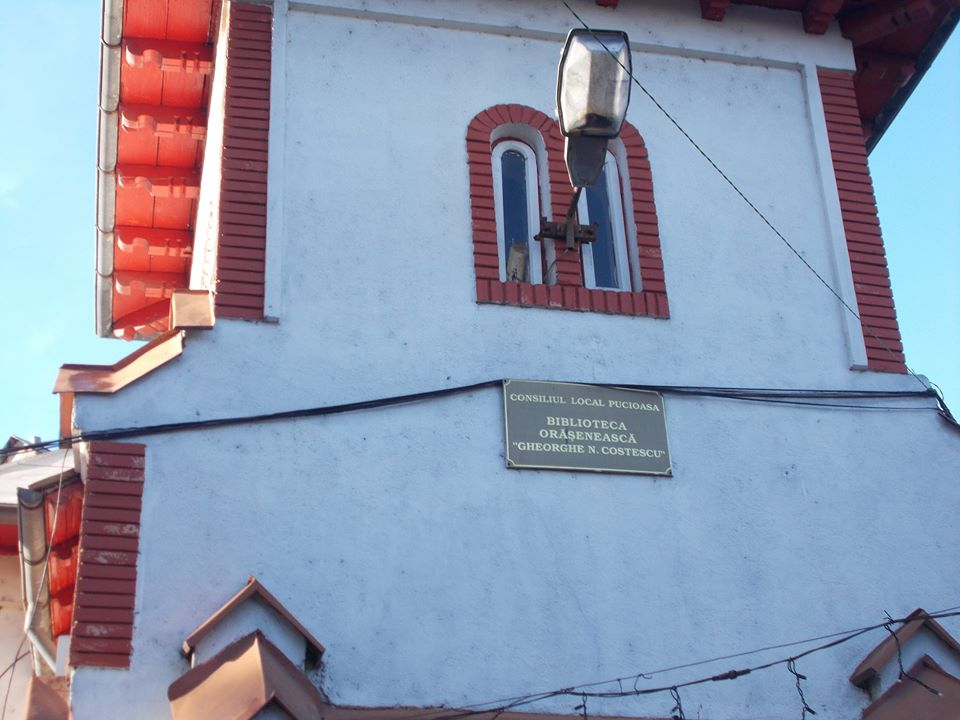
Biblioteca Orășenească Gheorghe N. Costescu din Pucioasa

- Biserica „Sf. Mare Mucenic Gheorghe” amplasată în plin centrul stațiunii pe strada Trandafirilor la numărul 51, un lăcaș ortodox datat la jumătatea secolului XIX, mai exact din anul 1855

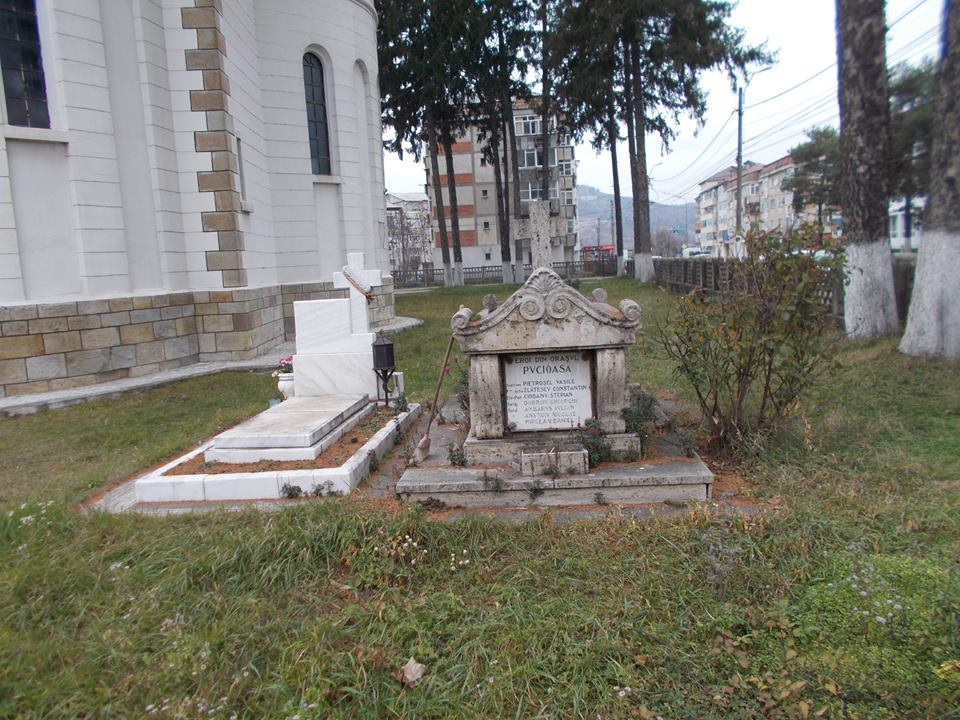
Biserica „Sf. Gheorghe” din Pucioasa

- Biserica "Sfinții Voievozi”, din cartierul Șerbănești, datată din 1894 și purtând hramul Marelui Ierarh Nicolae, înscrisă de asemenea în Lista Monumentelor Istorice din România și având codul DB-II-m-B-17671;

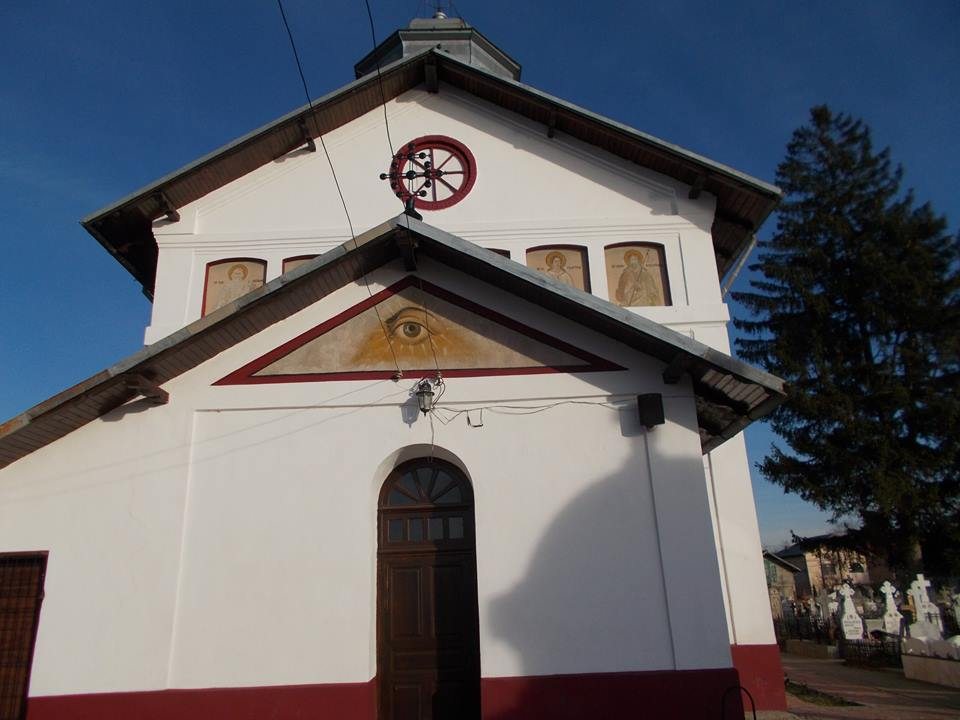
Biserica Sf. Voievozi din Pucioasa

- Casa-Atelier „Gabriel Popescu", un lăcaș cultural dâmbovițean deschis la 15 mai 1973 chiar în casa gravorului Gabriel Popescu (1866 - 1937), amenajarea fiind posibilă datorită donațiilor familiei acestuia

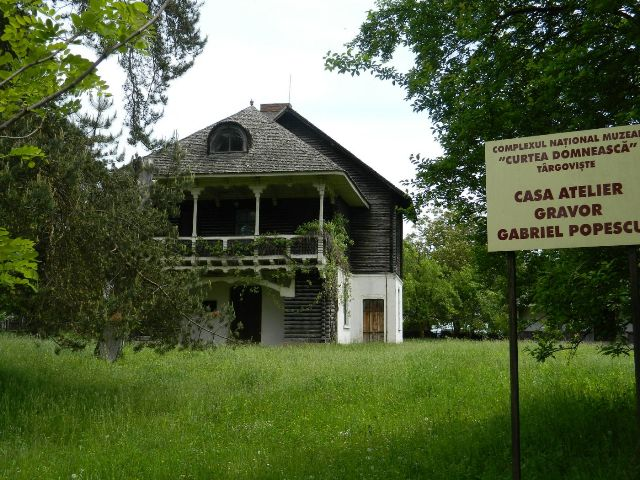
Casa-Atelier Gabriel Popescu

- Casa Mielu Pietroșanu, ulterior sediu al Subocârmuirii Plaiului Ialomița, situată pe strada Ion Heliade Rădulescu din cartierul Șerbănești, datată încă din secolul al XIX-lea
- Cetatea Sfântă Noul Ierusalim din strada Glodeni Vale, Nr. 65B, un locaș de cult ortodox, cu o arhitectură deosebită și foarte spectaculoasă;

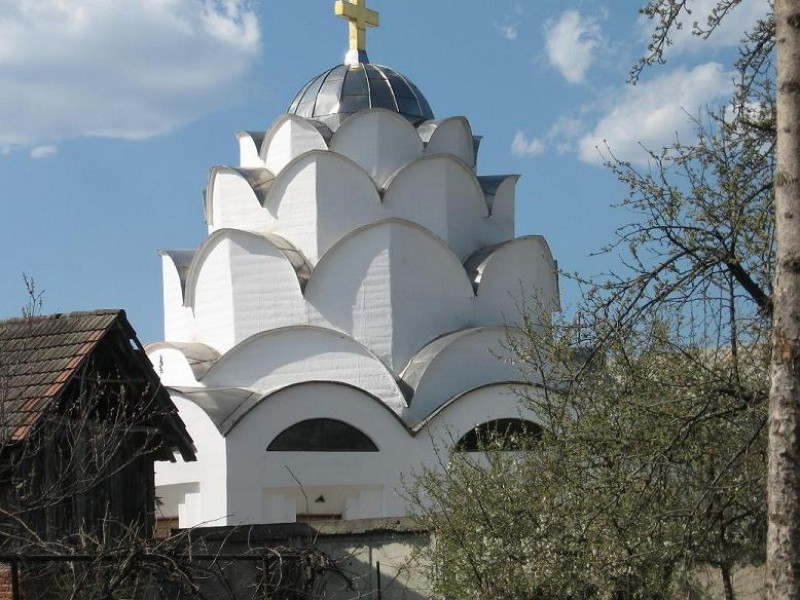
Cetatea Sfântă Noul Ierusalim, Pucioasa

- Biserica romano-catolică „Sf. Luca”, amplasată pe strada Radu Cosmin, nr. 13; construcția bisericii a început în anul 1997 (autorizația nr. 32 / 15.07.1997) și a fost terminată în anul 2001 când s-a săvârșit și sfințirea de către IPS Ioan Robu, arhiepiscop-mitropolit romano-catolic de București
- „Crucea din deal”, o cruce amplasată pe dealul de pe celălalt mal al râului Ialomița, loc de unde se poate avea o panoramă asupra stațiunii și unde se ajunge trecând prin cariera de gips

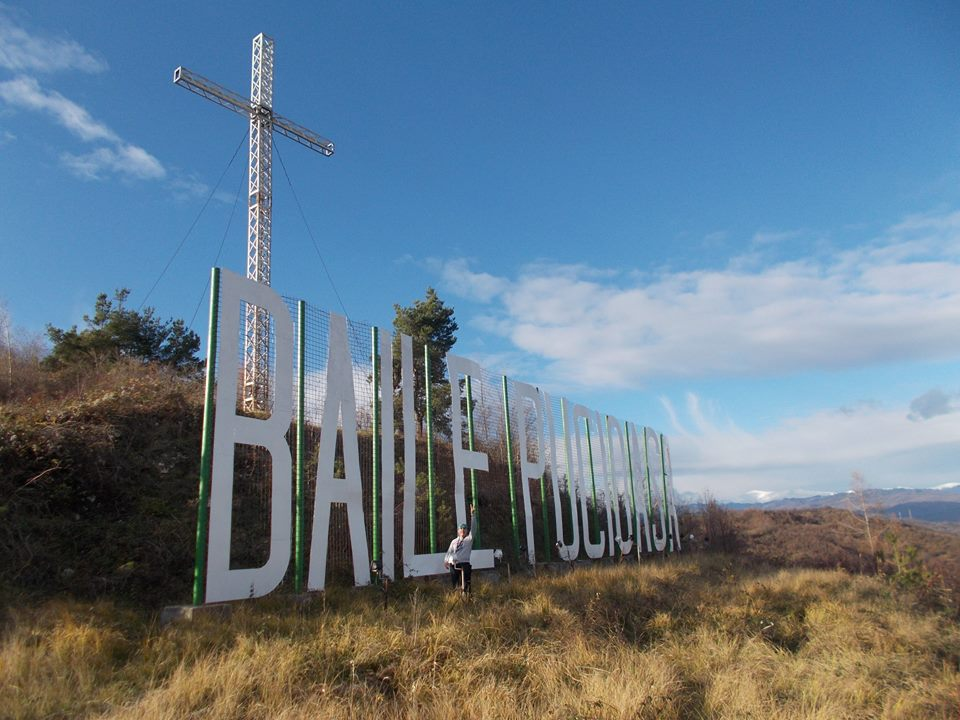
Crucea din deal, Pucioasa

- Gara, o clădire utilitară datată încă din anul 1894 și înscrisă în Lista Monumentelor Istorice din România, la poziția DB-II-m-B-17665

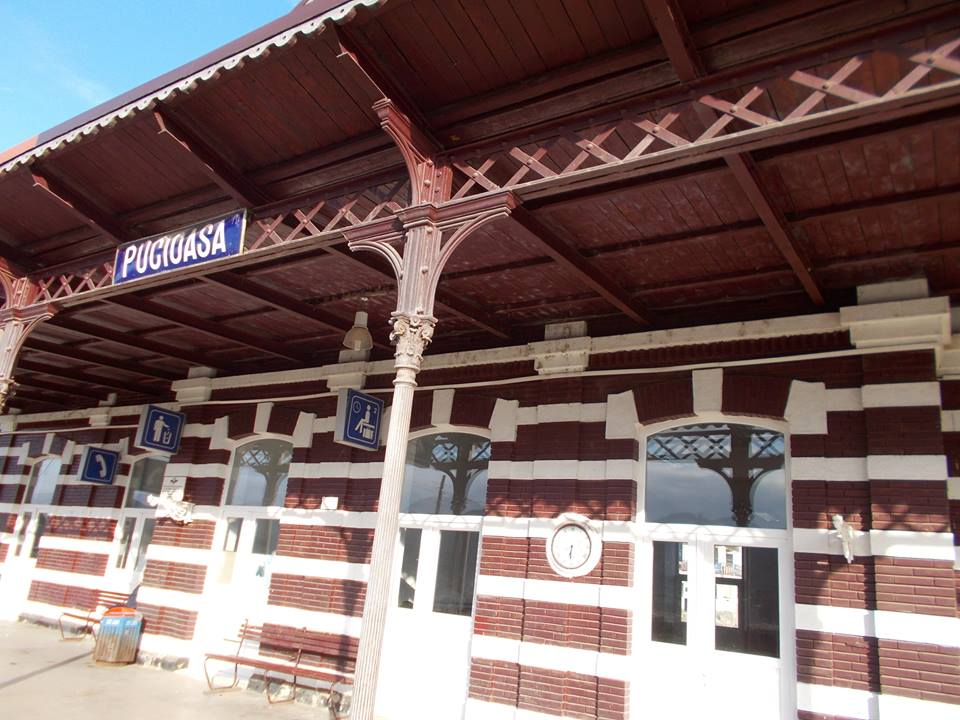
Gara Pucioasa

- „La nuci”, un foarte interesant loc de întâlnire creștină și tradiție multiseculară de Duminica Mironosițelor (a treia duminică de după Paști), aflat în comuna învecinată Bela

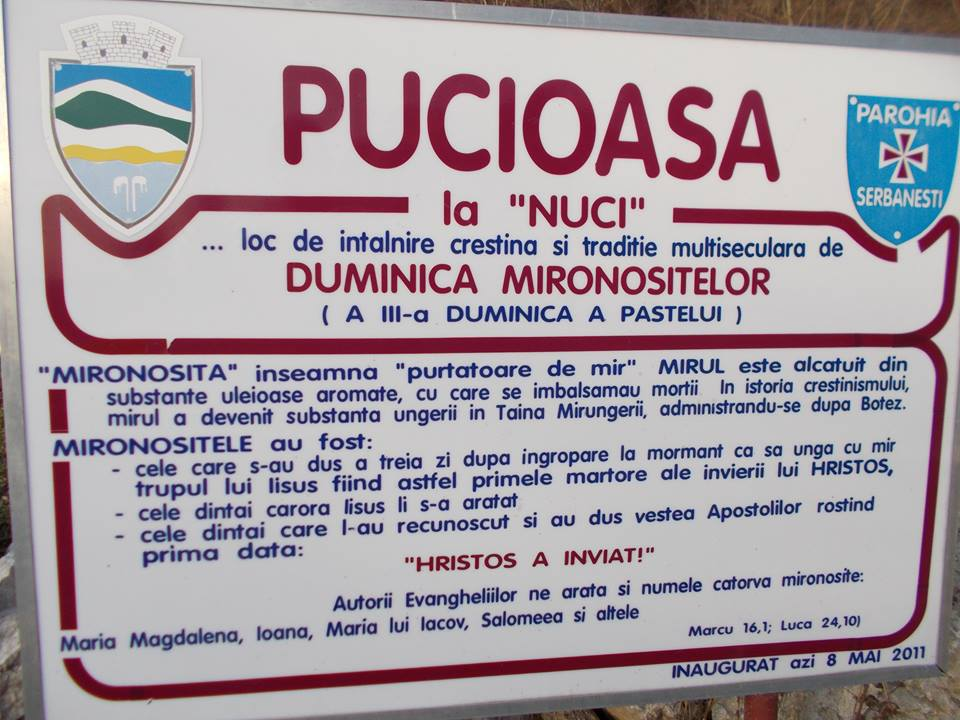

- Lacul de acumulare Pucioasa, un complex hidroenergetic intrat în circuitul hidroenergetic în 1974, care are o suprafață de 91 ha și unde trăiesc sute de rațe sălbatice
- Mânăstirea Bunea, amplasată în comuna învecinată, Vulcana Băi, ctitorie din anul 1654 a boierului Bunea Grădișteanul care a ridicat acest lăcaș în semn de slavă față de Dumnezeu
- Monumentul eroilor orașului Pucioasa căzuți în Primul Război Mondial, amplasat în plin centrul stațiunii la intersecția străzii Republicii cu strada Fântânelor

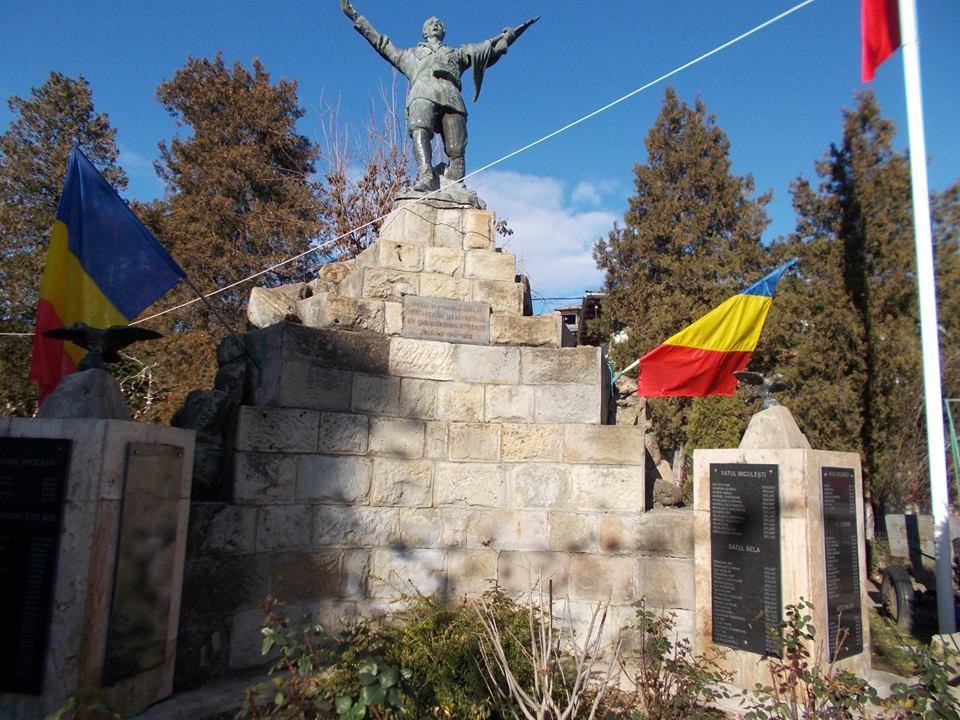
Monumentul Eroilor din Primul Război Mondial Pucioasa

- Moțăieni, comuna învecinată, acolo unde există un interesant monument al eroilor, o biserică seculară și o cruce de piatră datată 1676, toate înscrise în Lista Monumentelor Istorice din România
- Monumentul eroilor orașului Pucioasa căzuți în Cel De-al Doilea Război Mondial, amplasat la intrarea în Parcul Independenței, inaugurat la data de 26 septembrie 1998

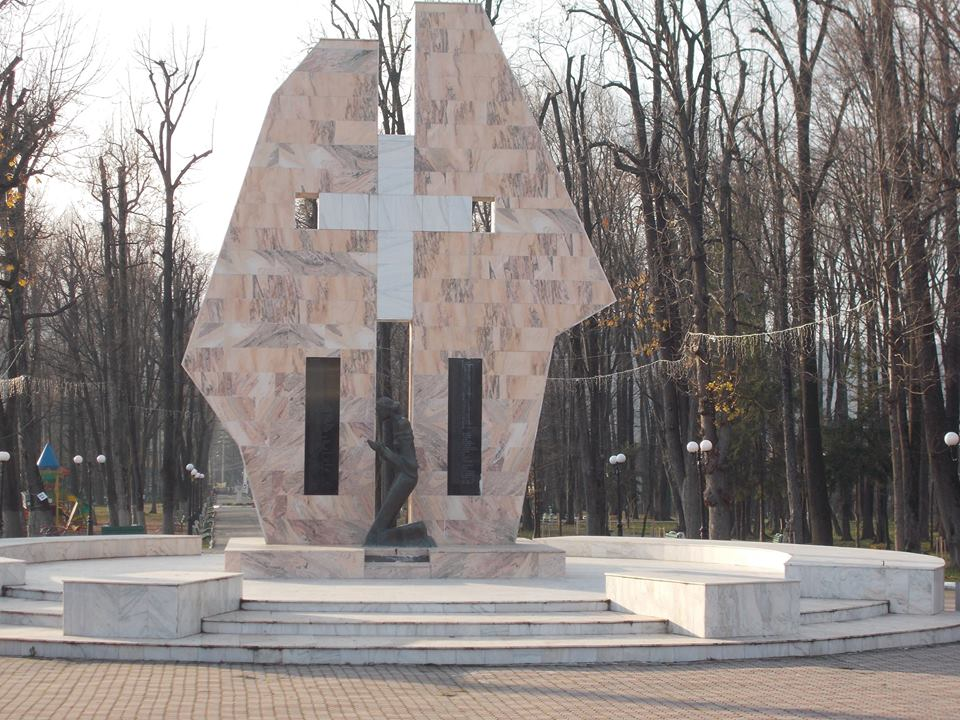
Monumentul eroilor orașului Pucioasa căzuți în Cel De-al Doilea Război Mondial

- Muzeul Aripi Românești, situat în strada C. Olănescu, la numărul 9, mai degrabă o expoziție de machete diplome ale cercului de aeromodele de la Clubul Copiilor, dar unde sunt și avioane adevărate
- Muzeul de Etnografie, aflat pe strada Primăverii, la numărul 1, o inedită radiografie a istoriei stațiunii Pucioasa de la atestare și până în zilele noastre

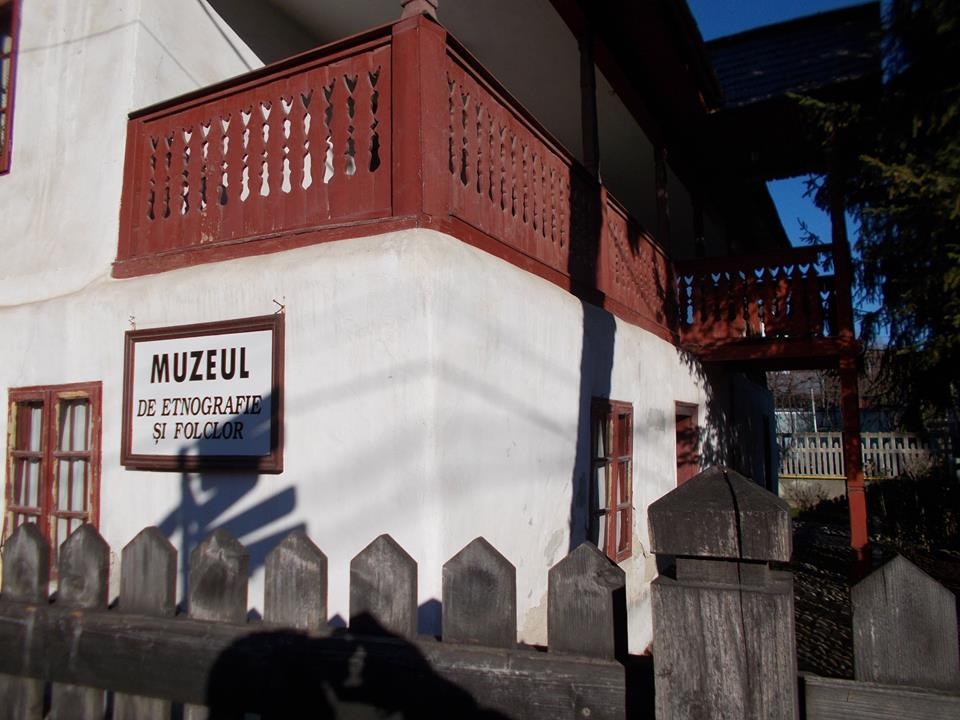
Muzeul de etnografie Pucioasa

- Parcul Independenței care datează încă din secolul al XIX-lea și se află amplasat undeva în apropierea bazelor de tratament (cca. 300–400 m); o oază de verdeață în plin centrul stațiunii
- Podul de cale ferată amplasat la ieșirea spre Fieni, construit în perioada 1908–1912; acest pod este înscris în Lista monumentelor istorice din România

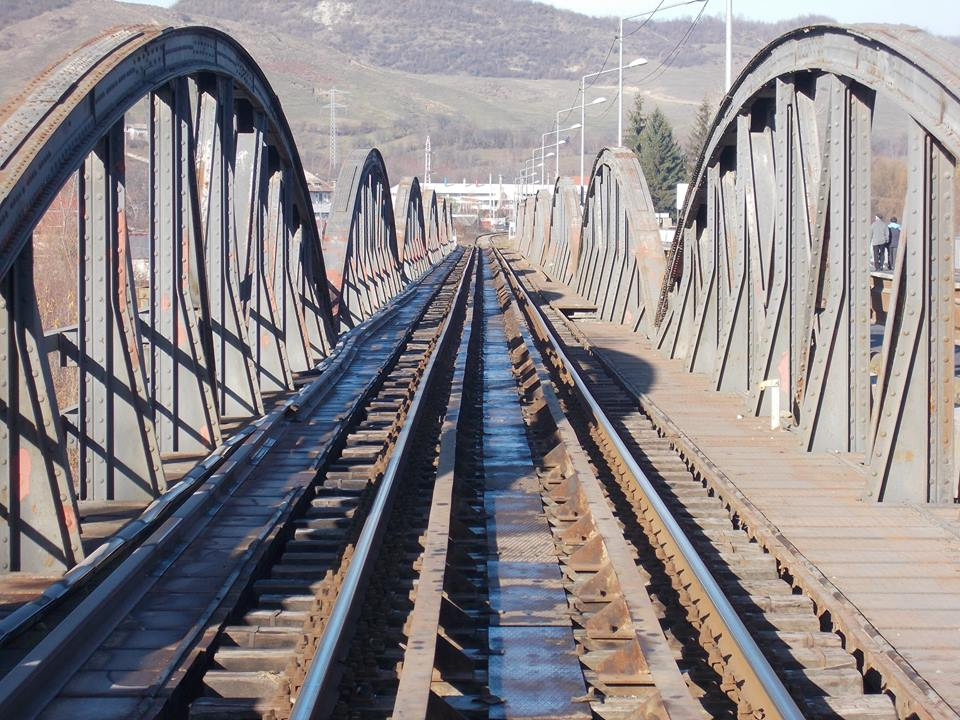
Podul de cale ferată Pucioasa

- Tabăra de sculptură în lemn, amplasată chiar în parcul central, o incursiune în lumea artei coordonată de sculptorul Liviu Brezeanu, locuitor al orașului

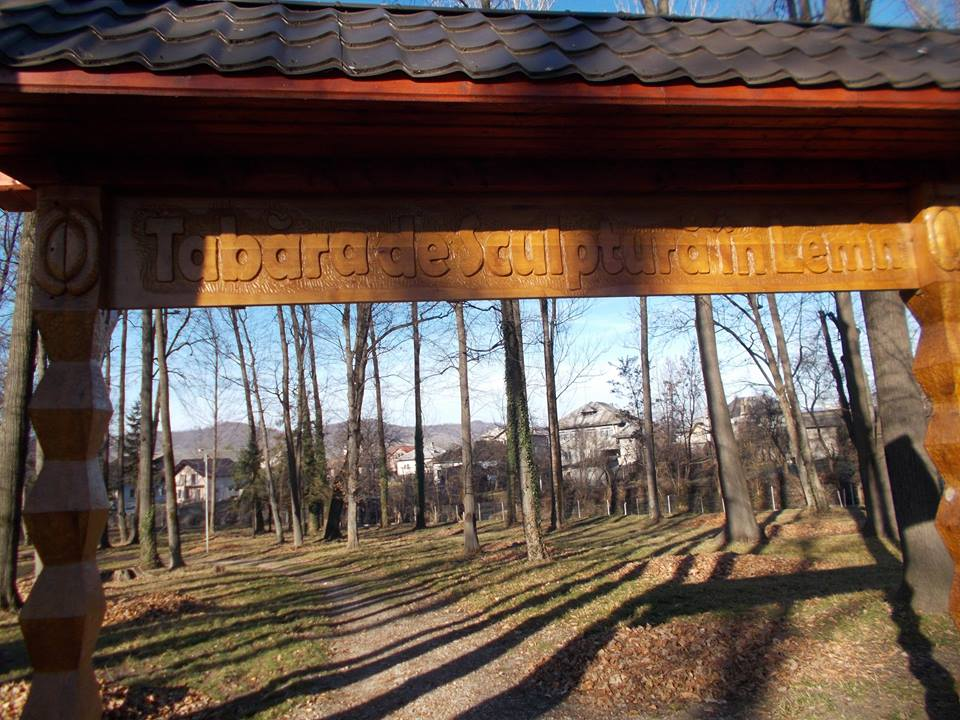
Tabăra de sculptură în lemn Pucioasa

## Manifestări culturale în Pucioasa
•	Festivalul "Primăvara albastră", un festival, concurs național de literatură și creație literară, ce se desfășoară în luna mai.
•	Festivalul "Steluțele Pucioasei", un concurs național de muzică destinat copiilor (pe categorii de vârstă), ce se desfășoară primăvara.
•	Festivalul șanselor tale, o atractivă manifestare culturală, desfășurată în luna noiembrie, incluzând ateliere de creație artistică, simpozioane și cluburi.
•	Memorialul Henri Coandă, cea mai longevivă competiție de aeromodele organizate în România.
•	Serbările Băilor Pucioasa, un eveniment ce are loc în fiecare an în luna iunie, cu ocazia atestării orașului ca stațiune turistică de interes național.
.       Festivalul de cântece și dansuri populare  românești "Moțăianca" eveniment susținut de Centrul Cultural European în luna octombrie, considerat și o sărbătoare a toamnei.
.       Festivalul "PUCFAST" Festivalul de artă stradală pentru tineret, organizat de Centrul Cultural European în luna iunie astfel aniversând și Ziua Internațională a Copilului.
.       Pucioasa "MON AMOUR", proiect cultural desfășurat în perioada Serbărilor Băilor Pucioasa, amintind de perioada interbelică, perioada înfloritoare a Orașului Pucioasa. Se desfășoară în curțile caselor vechi cu parfum interbelic. Acest concept a fost inițiat de regizorul Dan Țopa, managerul Centrului Cultural European Pucioasa, în anul 2016.

## Cultură și viață de noapte
Restaurantele cum ar fi "Viena", "Valahia", Rustic”, „Luțu”, "Taverna" și „Casa Portugheză” sunt nucleul vieții mondene a micului oraș. Evenimentele culturale importante au loc la Centrul Cultural European Pucioasa, precum pe scena din Parcul Central. Viața de noapte se desfășoară în clubul "Black & White".

## Orașe înfrățite
Pucioasa este înfrățită cu următoarele orașe:
- Cartaxo
- Alcazar
- Vadul lui Voda
- Jonava

## Sport
- Viitorul Pucioasa (fotbal)
- CS Kidava Pucioasa (karate)
- CS Tonika Pucioasa (baschet)

## Personalități
- Anda Onesa, actriță de film
- Cătălina Oprea, atletă (1500 m, 3000m obstacole)[16][17][18]

## Cărți despre Pucioasa
- Stancu Dumitru - "Pucioasa file de monografie"

- "Școala cu clasele I - VIII Mihai Viteazul Pucioasa"

- "Pucioasa mic îndreptar turistic"

- "Pucioasa la aniversare"

## Citate despre oraș
- Dincolo de Fieni (...) Ialomița se lăfăie într-un vad din ce în ce mai larg, alergând de la un mal la altul, până ce un pod de fier o strânge de pe drumuri, înghesuind-o lângă maluri. Apoi intră într-un orășel, Pucioasa, care debutează cochet cu un bulevard ce se pierde undeva către centru, asfaltat și plantat cu tei și castani.[19]
- Beneficiind de o așezare frumoasă, într-o vale deschisă pe râul Ialomiței, de o parte și de alta dealuri ușor tărăgănate, în fund priveliștea munților acoperiți de codri, dincolo de râu, de sub o ruptură de mal, țâșnesc binefăcătoarele izvoare de pucioasă și fier.[20]
- Umblu pe malul Ialomiței la Pucioasa și mă bucur pe cât e cu putință în aceste înalte mâhnite zile, de nașterea primăverii... E un colț poetic în preajma Ialomiței. Aici cântă întâi ciocârlia soarelui primăverii și strigă cucul chemând cu întristare din văi pe fratele său cu acel nume (...). Zilele calde cu ploi repezi trebuiau să aducă o înfrunzire grabnică și după zece zile pădurea aproape s-a încheiat. Apa gârlei e încă tulbure. Se topesc omăturile în munte. Se văd de aici piscurile încă albe de ninsorile sfârșitului de iarnă...[21]